# Spångkärret
Spångkärret är en dammbyggnad i Haddebo i Hallsbergs kommun i Närke och ingår i Motala ströms huvudavrinningsområde. Sjöns area är 0,015 kvadratkilometer och den befinner sig 90 meter över havet.